# Verbova, Bila Țerkva
Verbova (în ucraineană Вербова) este un sat în comuna Mîhailivka din raionul Bila Țerkva, regiunea Kiev, Ucraina.

## Demografie
Componența lingvistică a localității Verbova
     Ucraineană (100%)
Conform recensământului din 2001, toată populația localității Verbova era vorbitoare de ucraineană (100%).